# Zircosulfat
El zircosulfat és un mineral de la classe dels sulfats. Rep el seu nom de la seva composició química: zirconi i sulfat.

## Característiques
El zircosulfat és un sulfat de fórmula química Zr(SO₄)₂·4H₂O. Cristal·litza en el sistema ortoròmbic. La seva duresa a l'escala de Mohs es troba entre 2,5 i 3.
Segons la classificació de Nickel-Strunz, el zircosulfat pertany a «07.CD - Sulfats (selenats, etc.) sense anions addicionals, amb H₂O, amb cations grans només» juntament amb els següents minerals: matteuccita, mirabilita, lecontita, hidroglauberita, eugsterita, görgeyita, koktaïta, singenita, guix, bassanita, schieffelinita, montanita i omongwaïta.

## Formació i jaciments
Va ser descobert al massís alcalí de Korgeredaba, a Tuvà (Districte Federal de l'Extrem Orient, Rússia), com una crosta o pols blanca en una pegmatita alterada que conté sulfur, probablement formada com a resultat de l'alteració de l'eudialita per solucions de sulfats. És l'únic indret on ha estat trobada, i sol trobar-se associada a altres minerals com la smithsonita, la limonita i l'hisingerita.